# Cambio de uso de suelo
El cambio de uso de suelo o cambio de uso de tierra, se define como la transformación de la cubierta vegetal que tienen los suelos para que estos puedan ser empleados con otra función; entre ellos, por ejemplo, con fines agropecuarios. Es un tema que ha sido sometido a diversos estudios e investigaciones, utilizando «metodologías y procedimientos estadísticos innovadores» y otras herramientas como el Sistema de información geográfica (SIG) y la cartografía.
Estas actividades, que requieren utilizar el suelo como fuente de recursos naturales, idealmente deben ser sostenibles con el objetivo de disminuir sus efectos negativos al ecosistema. En contraparte, si el cambio de uso de suelo no es gestionado de forma adecuada (tomando en cuenta medidas respaldadas por la ley y por instituciones ambientales), un mal uso de este puede producir la degradación de la calidad de la vegetación y modificar la composición y densidad de las especies existentes en la zona, entre otras consecuencias, las cuales principalmente apuntan a la disminución de la biodiversidad y las crisis en ecosistemas terrestres y de agua dulce.
Desde un inicio ha sido un factor antropogénico que ha afectado al medio ambiente, sin embargo, es lógico inferir que a través del tiempo esta acción se incrementó mucho más, puesto que se necesitaba más de unas actividades de producción que de otras. 
Dentro de algunos cambios del uso del suelo, las principales actividades que lo producen se encuentran dentro de los rubros de:
1. Agricultura
2. Ganadería
3. Urbanización
4. Industria
5. Reforestación
6. Actividades recreativas

Para realizar una medición de cambio de uso de suelo, lo primero que se requiere es la disposición de capas cartográficas de dos fechas a comparar. En la actualidad, estos mapas son elaborados habitualmente desde sistemas de información de teledetección. Una vez con estas capas recolectadas, se procede a medir el cambio de uso de suelo a través de distintos métodos; estos implican el uso de diversos software que a su vez desarrollan el modelado de matrices.  

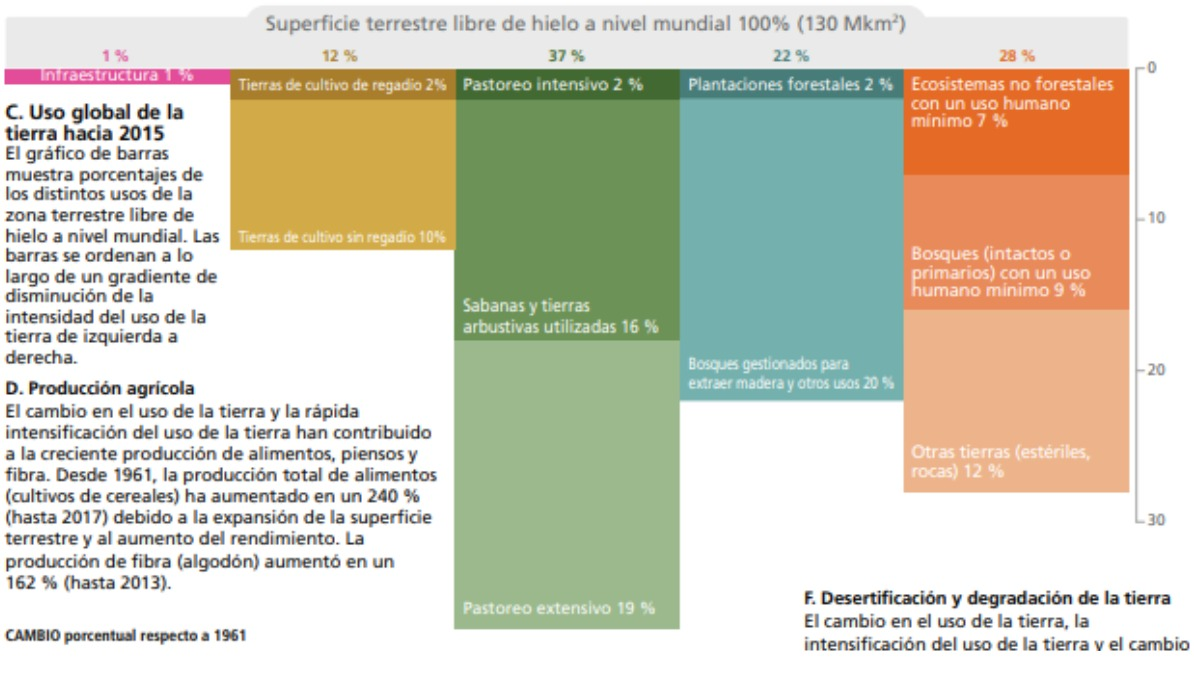
Cambio de uso de suelo (2015)

## Historia
El cambio de uso de suelo (o cambio de uso de la tierra) es posiblemente uno de los factores antropogénicos más antiguos que han tenido impacto en el medio ambiente. De hecho, aproximadamente la mitad de la superficie del planeta tierra ha sido alterada a causa de las acciones humanas. 
Se estima que durante el período 1700-1990, 1.206 millones de hectáreas fueron convertidas en terrenos agrícolas y 2.927 millones fueron transformadas en áreas de pastoreo. Por su parte, Ramankutty & Foley (1999) estimaron que, entre 1700 y 1992, 1,621 millones de hectáreas fueron habilitadas para la agricultura de las cuales 885 millones correspondían a bosque, 565 millones a sabana/ praderas/estepa, 150 millones a matorrales y 21 millones a tundras/desiertos”.
El cambio de uso de suelo ha sido un proceso progresivo a través del tiempo, pero a las vez que se ha realizado de manera rápida e intensa. A nivel global, para el año 2015, un 12% de la tierra se utilizaba para el cultivo de regadío, el 37% para pastoreo (19% extensivo  y 2% intensivo) y 16% sabanas y tierras arbustivas,  2% plantaciones forestales, 20% de los bosques para extraer madera y otros usos, 7%  ecosistemas no forestales con un uso humano mínimo, 9% bosques intactos o primarios y 12% otras tierras. De los datos antes mencionados, es posible observar que solo el 28% se podría decir que no se había “alterado”.  

#### Historia en Chile
En Chile, se cree que los primeros estudios para determinar las “transformaciones antropogénicas en el paisaje” se realizaron a fines de la década de los 70 en la zona central del país. Posteriormente, en los próximos años, durante la década de los 80, se dieron a lugar nuevas investigaciones que colaboraron en el estudio del cambio de uso de suelo, incorporando ahora también en la zona de estudio, además de la zona centro, a la zona sur del país. Y, en la década de los 90, con la ayuda del gobierno por medio de CORFO (Corporación de Fomento de la Producción) y CONAMA (Comisión Nacional del Medio Ambiente), se comienza a “cuantificar los recursos vegetacionales nativos existentes en el país e inicia una serie de monitoreos para detectar los cambios de cobertura”. 
Según ciertos estudios se estima que la superficie original de los bosque nativos que había en el país a la llegada de los españoles se ha visto disminuida en más del 50%, es decir, que en comparación del año 1540 con la época actual, se ha perdido más de la mitad del auténtico bosque nativo del territorio chileno. En los años posteriores a 1540, entre 1955 y 2016, la transformación del cambio de uso de suelo en estos lugares fue una realidad,  lo que era procedente de un territorio de arboleda nativo fue cambiado (o reemplazado) en un 47% representando las nuevas praderas y matorrales y/o el 40% por plantaciones forestales, todo esto a causa de actividades antrópicas.
En el centro-sur de Chile a fines del siglo XX, este proceso tuvo sus inicios asociado al desarrollo o “expansión de la frontera agropecuaria que permitió satisfacer tanto las necesidades internas como la creciente demanda externa por productos agrícolas”.  El terreno para agricultura y la expansión de las plantaciones forestales fueron, en un comienzo, las principales causas. Hay quienes opinan que esta última mencionada se vio fuertemente impulsada y desarrollada en el área por un subsidio estatal: el Decreto Ley 701 (DL701).
El Decreto de Ley 701, promulgado el 15 de octubre de 1974, impulsado por Fernando Leniz (quien en aquel entonces tenía el cargo de ministro de Economía) y por Julio Ponce (director de CORFO en ese año), con el fin de “impulsar el desarrollo forestal de Chile; para este efecto se establecen incentivos a la actividad forestal”.  Sin embargo, hubo una ley antes que dio inicio al desarrollo forestal en el año 1931, la Ley de Bosques. “Dicha norma legal fue el motor de esta actividad, al reconocer el valor de las plantaciones en relación con su aporte de mitigar los procesos erosivos y, por sobre todo, iniciar el fomento estatal a la forestación como negocio a largo plazo”.  Cuarenta y tres años después, el 28 de octubre de 1974, se publicó el Decreto Ley 701 sobre Fomento forestal. Posteriormente, en el año 1995, los incentivos fueron aplazados, perdurando por medio de algunas modificaciones, tales como la Ley N°19.561 (en el año 1998) y la Ley N° 20.488 (en el año 2011) , hasta el 31 de diciembre del 2012.

#### Implementación en Chile
En Chile, para poder realizar un cambio de uso de suelo se deben seguir cierto protocolo y cumplir con algunos requisitos, el cual va a ser autorizado por parte del ministerio de agricultura y de SEREMI del sector en el cual se quiera realizar la acción. 
Los trámites a realizar tienen un costo que es establecido por resolución (Nº 3816 1996 SAG ), y se deben tener ciertos criterios en cuenta para poder otorgar por completo el cambio uso de suelo, en el cual se debe proteger el ecosistema de interés, ya que independiente del proyecto a realizar se puede ver afectada la biodiversidad de la zona, y por último disminuir los efectos secundarios que pueda generar el proyecto.

### Medición
Existen diferentes métodos para la medición del cambio de uso de suelo, en los cuales se utilizan diversos software como ArcGis, QGis, Idrisi, Python, entre otros;  para el procesamiento de mapas obtenidos a partir de fuentes de información geográfica. Si bien cada uno de los software se usa de distinta manera, el fin que cada uno tiene es el mismo: generar una matriz que muestre el cambio de uso de suelo en un sector determinado. A continuación se expondrá un método tomando como referencia una medición realizada con los software ArcGis e Idrisi y se recalcarán pasos generales que son  importantes a tener en cuenta en las mediciones de cambio de uso de suelo.

#### 1) Fuente de información geográfica
La medición del cambio de uso de suelo a lo largo de los últimos años, se realiza mayoritariamente con sistemas de teledetección como fuente de información geográfica. Como ejemplo, un proyecto importante en este campo son los satélites Landsat que han tomado un rol importante en la recolección de imágenes de la superficie terrestre y que funcionan desde el año 1972.
La teledetección  permite hacer un monitoreo de  la superficie terrestre a través de sensores que se instalan en globos, satélites, helicópteros, drones, aviones, entre otros.  Estos sensores captan energía en forma de radiación electromagnética que puede ser emitida o reflejada por parte de la superficie terrestre dependiendo de si la fuente de energía es pasiva o activa respectivamente. En el primer caso se emite radiación electromagnética en forma de luz solar y en el segundo el sensor es el emisor de la radiación y esta es reflejada por la superficie terrestre para luego ser captada por el sistema. En ambos escenarios el sensor recibirá una radiación acorde a las distintas características físicas  y capacidad de reflexión de energía  de las diferentes estructuras de la cobertura terrestre. Luego de captar la información, esta se almacena o envía hacia un sistema de recepción en donde estará lista para ser interpretada por expertos a través de softwares competentes como, por ejemplo, ArcGis, que dentro de sus funciones permite delimitar diferentes áreas de usos de suelo. Posterior a esta etapa, se terminará el proceso de creación de mapas digitales listos para ser utilizados para la solución de problemas de la comunidad científica.

#### 2) Verificación de cumplimiento de criterios
Antes de empezar la medición, es importante verificar que todas las cartografías de las fechas estudiadas cumplan con ciertos criterios, tales como: tener un mismo sistema de clasificación, estar a una misma escala y que las imágenes posean coherencia en relación con el área cubierta, estación y sensor.

#### 3) Sobreposición de capas cartográficas en ArcGis
Una vez verificados los criterios anteriores, con ayuda del software ArcGis se da comienzo al proceso. El primer paso a llevar a cabo es que ambas cartografías se deben convertir a formato raster con la intención de generar una nueva columna en la tabla de atributos antes generada por ArcGis,  para asignar un valor a los polígonos que contienen los diferentes códigos de uso de suelo y que están presentes en esta tabla, es de vital importancia que los valores de cada uso de suelo sean los mismos para ambas capas cartográficas. Luego, se deben generar las capas de información convertidas en raster, poniendo especial atención en el tamaño de Píxel que se configurará para las capas estudiadas y que estará representado en metros cuadrados. A continuación, se guardará como imagen el procedimiento tomando atención en que ambos raster de las cartografías estén compuestos por el mismo número de columnas y el mismo número de filas.

#### 4) Tabulación cruzada en Idrisi
El siguiente paso es exportar las cartografías guardadas con anterioridad al software Idrisi y realizar una tabulación cruzada. En la tabla tabulada serán visibles el número de píxeles que hay en cada categoría de cambio de uso de suelo.

#### 5) Construcción de matriz de cambio en Excel
Sin tomar en cuenta las columnas y filas cero ni las totales, se copian y pegan los resultados de la tabulación cruzada y se procede a reemplazar los valores que habían sido asignados en la tabla de atributos por el respectivo uso de suelo. El eje “X” es rotulado como Capa cartográfica del año antiguo y el eje “Y” como capa cartográfica del año más actual.

#### 6) Cálculos
- Una vez ajustados todos los valores a las celdas correspondientes, se multiplica cada valor por el valor asignado al píxel elevado al cuadrado y se divide en 10.000 para que el resultado esté dado en hectáreas.

- Para obtener la superficie total de cada uso de suelo se suman todos los valores de cada fila. Luego de haber calculado todas las superficies estas se suman también para la obtención de la superficie total.
- Se traza una diagonal en la matriz, el valor perteneciente a la diagonal de cada fila será el valor correspondiente a  lo conservado de cada uso de suelo.
- Para calcular la pérdida de  uso de suelo en comparación con la superficie original  se sumarán todos los valores de las filas exceptuando  el perteneciente a la diagonal, ya que como se dijo anteriormente esas son las hectáreas conservadas
- Para calcular el incremento de uso de suelo en comparación a la superficie original se sumarán todos los valores exceptuando, al igual como en el caso anterior, el perteneciente a la diagonal.
- En cuanto al cálculo de las tendencias de cambio de uso de suelo se construye otra tabla y se dividen las hectáreas de cada celda de la matriz en la superficie total, el resultado irá expresado en porcentaje.

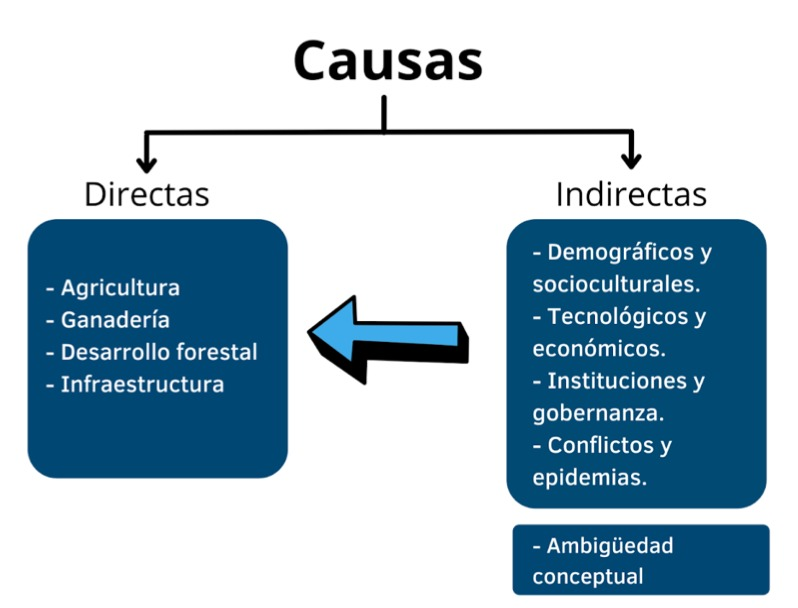
Esquema de Causas de Cambio de uso de suelo

### Causas
Comúnmente se menciona como principales causas del cambio de uso de suelo al desarrollo, expansión y mantención de actividades silvoagropecuarias junto con la construcción y ampliación de infraestructura urbanas y/o industriales. Es evidente que aquellas acciones generan un cambio inmediato—es decir, sin procedimientos intermedios—en el suelo, por lo que se les ha clasificado como causas directas.

#### Causas directas

##### Agricultura y ganadería
La actividad agropecuaria ha utilizado más de un tercio de la superficie terrestre del planeta, lo cual se traduce en alrededor de 5.000 mega hectáreas. De los terrenos dedicados a la agricultura, aproximadamente un tercio se utiliza para la producción de cultivos con fines alimenticios y los dos tercios restantes se emplean para la mantención de praderas y pastizales requeridos en el pastoreo. Sin embargo, mencionar a la agricultura y la ganadería como principales causas directas del cambio de uso de suelo implica englobar a un rubro que incorpora diversas culturas, empresas de todos los tamaños y diferentes metodologías. Por consiguiente, para no redundar en la generalidad, a continuación se describen las formas de impacto que presentan las actividades de agricultura y ganadería: 
La ganadería, en primeras instancias, requiere de la preparación de las tierras para operarlas como zonas de pastoreo y cultivo de forraje destinado al ganado. En muchas ocasiones, aquello implica la necesidad de deforestar bosques o inclusive modificar cultivos agrícolas utilizados para la industria alimenticia. Su forma de manifestar un cambio de uso de suelo incluye procesos de defoliación, pisoteo de la tierra y el retorno de nutrientes por medio de heces y orina del ganado.
La agricultura, entendiéndose como el “conjunto de técnicas y conocimientos relativos al cultivo o la labranza de la tierra”, ha generado cambios en el uso del suelo desde la necesidad de aumentar la producción. Aquello conlleva a emplear métodos para mejorar el rendimiento de producción, aumentar la intensidad de los cultivos (es decir, la frecuencia de cosecha) y expandir la superficie de labranza. Las prácticas que no son sostenibles, como los monocultivos, implican degradación de la tierra, salinización y reducción de la diversidad genética agropecuaria. Por otro lado, las buenas técnicas agrícolas permiten potenciar beneficios al ecosistema como el almacenamiento de carbono y la conservación de paisajes rurales y su biodiversidad. 

##### Desarrollo forestal
El desarrollo forestal se entiende como la certeza de la conservación y el aprovechamiento de la diversidad de los recursos naturales que nos pueda entregar. El manejo de bosques produce distintos impactos, dependiendo del interés de un área forestal determinada; ya sea la preservación de especies dentro del área o bien la plantación de especies que serán explotadas para obtener recursos naturales (como madera, resina, entre otros productos naturales). Debido a los distintos impactos que se obtienen por el manejo de bosques, durante los años 2001 a 2015 se podría decir que a nivel mundial se perdieron 3,5 a 6,5 millones de hectáreas por año,  por lo cual se ha generado una gran pérdida de los servicios ecosistémicos como el secuestro de carbono.
Dado por la alta la tasa de productividad, es decir, por la cosecha o tala de los árboles de los bosques, se puede llegar a generar un cambio en el uso de suelo ya que los árboles tienen la acción de proteger al suelo de la erosión como también de que este mismo se deshidrate. Por lo tanto, al ser talados, el suelo queda al descubierto con altas probabilidades de ser erosionado.

##### Infraestructura
Por su parte, la ocupación de uso de suelo en infraestructura, ya sea por urbanización o por la instalación de industrias, ha venido en crecimiento puesto que, en primer lugar en cuanto a la urbanización, el aumento de zonas urbanas que se ha duplicado desde la década de los 90 no proyecta tener fin, según la ONU hoy en día cerca de un 55% de la población vive en áreas urbanas y se estima que al llegar al año 2050 esta población aumentará en un 13%. Esto sumado al crecimiento poblacional que implica mayor demanda de productos, generan este tipo de cambio de uso de suelo, que cabe destacar afecta principalmente a la superficie de bosques, humedales y praderas.}
Sin embargo, además de las causas directas descritas, también se consideran factores que, pese a no cambiar directamente el uso del suelo, sí influyen en la gestión de las consecuencias negativas y en las causas directas mencionadas; estos factores son catalogados como Causas indirectas.

#### Causas indirectas
Según el informe IPBES (2019), los impulsores directos que impactan los ecosistemas terrestres y acuáticos—entre ellos, el Cambio de uso de suelo—están asociados a otros impulsores indirectos. Estos, por lo tanto, pueden comprenderse como Causas indirectas del cambio de uso de suelo que si bien no generan un impacto inmediato, sí influyen en la forma en que se desenvuelven las actividades agropecuarias y el desarrollo de infraestructuras. Estos se incorporan en rubros: 1) Demográficos y socioculturales, 2) Tecnológicos y económicos, 3) Instituciones y gobernanza y 4) Conflictos y epidemias. Asimismo, la ambigüedad conceptual puede jugar un rol relevante en el momento de gestionar las medidas en busca de disminuir las consecuencias del cambio de uso de suelo.
Las políticas que promueven las actividades relacionadas con las Causas directas sin contar con un manejo sostenible, influyen en el cambio de uso de suelo (1). De tal forma que legislaciones e incentivos económicos, pueden facilitar aquellas actividades. Como sucedió en Chile, con el Decreto Ley 701, que incentivó el área forestal desde bonificaciones y beneficios tributarios; sin embargo, este proceso fue basado en la introducción de especies exóticas (o especies introducidas), y a largo plazo fue una de las principales causas del cambio de paisaje y la pérdida del Bosque nativo. O bien, la disminución de selva tropical, bosque húmedo y subhúmedo del territorio del Amazonas presente en México, para utilizarlo en ganadería de bovinos; procedimiento financiado por organismos internacionales (entre ellos, el Banco Mundial y el Banco Interamericano de Desarrollo).

##### Ambigüedad conceptual
Cabe mencionar que, pese a no ser mencionado dentro de los impulsores indirectos del IPBES, la ambigüedad conceptual, es decir, la confusión o el mal uso de conceptos puede llegar a causar graves problemas o malas interpretaciones que conllevan la incertidumbre sobre la información que se quiere aplicar, la cual va a ser utilizada para la solución de un problema.
Se le debe dar gran importancia a este tema de la ambigüedad conceptual debido a que ya ha pasado en investigaciones, por ejemplo en un reporte FAO que se desarrolló en el año 2015, en el cual se produjo una incertidumbre sobre los datos que se entregaron. Al no diferenciar entre los conceptos de bosques naturales y su diferencia con las plantaciones forestales, se vieron afectadas las estimaciones que se debían hacer en relación con la dinámica de pérdida de estos y, por consiguiente, los datos no fueron cercanos a la realidad.

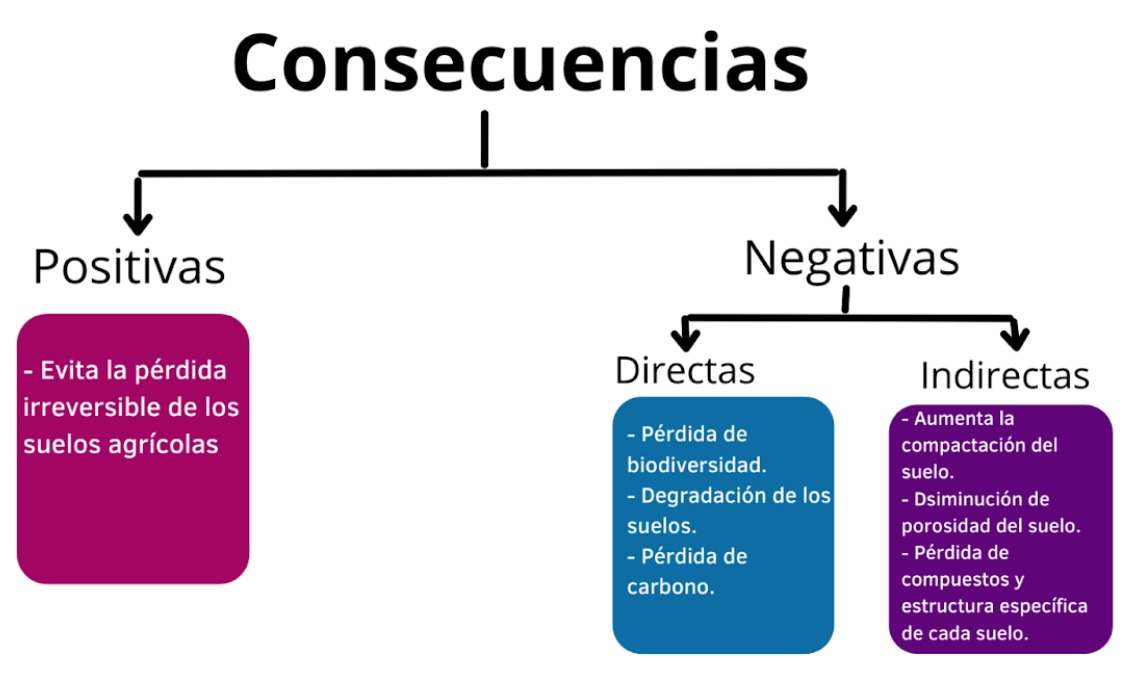
Esquema de Consecuencias de Camdio de uso de suelo

### Consecuencias
El cambio de uso de suelo ejerce consecuencias dentro del ecosistema, ya sea a nivel global o a nivel local. Sin embargo, cabe mencionar que este se presenta como un problema multidimensional, que implica consecuencias tanto en aspectos ambientales como sociales y económicos. Al realizarse con fines agrícolas, ganaderos o industriales puede tener diferentes secuelas. Se distinguen tanto positivas como negativas. 

#### Consecuencias positivas
Una de las consecuencias positivas del cambio de uso de suelo es que se evita la pérdida irreversible de los suelos agrícolas de mayor potencial productivo, ya que se regulan las instalaciones de actividades ajenas a la silvoagropecuaria por ser una de los sectores de más alta productividad, por eso mismo se favorece la instalación de actividades no agrícolas en los suelos de clases con menor producción.
Dentro de las actividades agropecuarias, descritas en el ítem de Causas directas, el buen manejo de estas es capaz de mantener el ecosistema estable o bien favorecer su funcionalidad. La ganadería, por ejemplo, permite el retorno de nutrientes a partir de heces y orina del ganado. Por parte de la agricultura, la mantención de  vegetación bajo una buena gestión contribuye al almacenamiento de carbono y la conservación de paisajes rurales y su biodiversidad.

#### Consecuencias negativas directas
El cambio de uso de suelo es uno de los impulsores directos con mayor repercusión a nivel mundial frente al cambio global de la naturaleza en los últimos 50 años, siendo el principal impulsor que ha desencadenado las crisis en ecosistemas terrestres. Estas consecuencias pueden ser descritas como: pérdida de biodiversidad, degradación de los suelos y pérdida de carbono.  

##### Pérdida de biodiversidad
Esta es una de las consecuencias más importantes. Esta puede generar la fragmentación de los hábitat y la extinción de especies, ya sea flora o fauna de la zona en que se realiza un cambio de uso de suelo, y los servicios medioambientales, también sin olvidar que deja más vulnerables a los ecosistemas y a las personas frente a cualquier desastre natural (esto se podría citar con la fuente de la tierra en cifras).

##### Degradación de los suelos
El cambio uso de suelo es una de las acciones que se podría decir que tiene más impacto en la degradación de los suelos, es un proceso antrópico que provoca la pérdida de biodiversidad, productividad y estructura de los bosques,  y que provoca en gran parte la emisión de dióxido de carbono al ambiente, siendo así consecuencias directas.

##### Pérdida de carbono
Otra consecuencia directa que no ha sido mencionada y es de gran importancia es la pérdida de carbono la cual se ha determinado por medio de una investigación que es de un 53% hasta 58% de pérdida que es producida por el cambio uso de suelo en la cual influye a la deforestación, esto es provocado por la degradación de las turberas las cuales almacenan hasta ⅓ de carbono el cual está contenido en el suelo.

#### Consecuencias negativas indirectas
Así como existen las consecuencias directas, también se destacan las “consecuencias indirectas”. Se tratan de cambios en las propiedades del suelo que producen condiciones favorables para las consecuencias negativas directas descritas en el ítem anterior y se relacionan con el cambio de propiedades del suelo, cuyos impactos pueden transformar tanto la capa superficial de la tierra como los demás horizontes de esta; dependiendo de la magnitud de la causa (degradación, erosión, entre otras). 
El suelo orgánico, al perder los compuestos que lo caracterizan pierde también su estructura característica. Además, producto del pisoteo de los animales que realizan pastoreo o bien de otras causas que producen presión sobre la tierra, la compactación del suelo aumenta así como disminuye su porosidad. Por lo tanto, las condiciones son desfavorables para el desarrollo de raíces por la resistencia a la penetración de la tierra  y la obstrucción de la infiltración del agua. Todo lo anterior implica un cambio negativo en la capacidad de producción del suelo para futuros usos.

### Causas y consecuencias en Chile

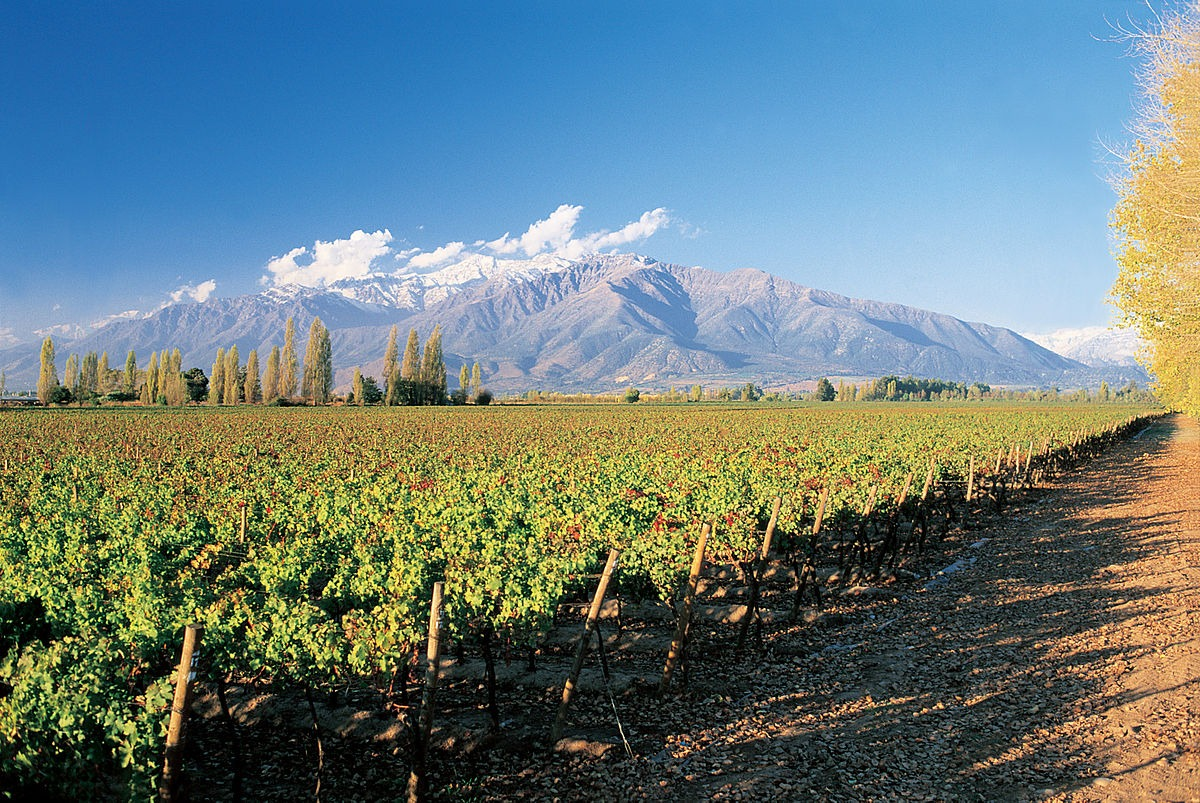
Cambio del uso de suelo en Chile

En Chile, el bosque nativo ha sido modificado por actividades antropogénicas, según cifras oficiales, se cree que tan solo en el período que abarca desde 1995 hasta el año 2016, la mayor parte de estos ha sido reemplazado, en un 47%, por praderas y matorrales o sustituido, en un 40%, por plantaciones forestales, seguido con aproximadamente el 6% para la habilitación hacia terrenos de uso agrícola.
Entre las principales causas dirigidas por el ser humano, se encuentran los proyectos inmobiliarios, la expansión de terrenos agrícolas, la extracción de minerales, el crecimiento de la industria forestal y por último, pero no menos importante, son las cortas ilegales, que lleva como consecuencia tanto la degradación de los bosques nativos como del cambio a otros usos de suelos, tales como matorrales o agropecuarios. Todas estas han resultado en la pérdida o reducción de los bosques en Chile, lo que a su vez ha perjudicado los “servicios ecosistémicos que ofrecen, los que, además de generar daños a nivel ecológico, han causado un gran impacto negativo a nivel sociocultural en el país”.
Debido, en gran parte, a la plantaciones de especies exóticas, expansión urbana y  expansión de la frontera agrícola, se han distinguido hasta la época  once ecosistemas que están en la situación de “amenaza en el bioma mediterraneo”, específicamente en la zona central de Chile.  Esto pone de relieve las consecuencias que se están generando con hechos muy asociados al cambio de uso de tierra, lo cual no ha de tomarse a la ligera, pues un “ejemplo de resultado final del proceso de amenaza de un ecosistema es el colapso de la laguna Aculeo, que generó la desaparición completa del ecosistema debido a efectos sinérgicos del cambio climático y una mala gestión territorial”.
Tan solo en la zona centro-sur del país más de 130.000  ha de bosque nativo han sido suplantados por plantaciones forestales. De hecho, se cree que entre 1974 y 1992 fueron sustituidas más de 200 ha del bosque originario de Chile. Esto se ve reflejado en la evidencia científica, pues en las regiones del Maule y del Biobío, entre los años 1978 y 1987, 48.000 ha de este tipo de bosque fueron sustituidos por plantaciones de pino radiata (pinus insigne), especie de origen californiano (por lo tanto, especie exótica en Chile), que por su rápido crecimiento es altamente utilizado para el aprovechamiento de su madera (FAO. “El pino de Monterrey como especie exótica.” Unasylva, vol. 14, no. 1, 1960, https://www.fao.org/3/x5394s/x5394s03.htm .). Y, en los años posteriores, en el periodo 1975-2000, se reportó que entre los ríos Maule y Cobquecura, se había perdido aproximadamente 80 ha de bosque nativo siendo reemplazado por plantaciones forestales.
Como efecto de lo antes mencionado, en el centro-sur de Chile “las áreas de bosque nativo remanente se encuentran actualmente ubicadas en sectores de difícil acceso, fuertes pendientes, altitudes por sobre los 800 metros, o al interior de áreas silvestres protegidas”. Por lo cual, se aprecia que se ha visto afectada y disminuida la biodiversidad, es decir, se ha pérdido biodiversidad en el territorio chileno, siendo esta zona de Chile conocida y considerada por muchos “como uno de los de mayor biodiversidad y endemismo del mundo”, viéndose reducida el área de su hábitat. 
En la región de los Lagos, Provincia de Osorno, durante los años 1998 y 2006 se reemplazaron un tanto más de 4.415 ha de bosque nativo, Posteriormente, entre los años 2006-2013 se registraron aproximadamente 1.100 ha de bosques que pasaron a ser utilizadas para plantaciones por parte de las grandes empresas del rubro forestal. Si bien en el periodo 2006-2013 se observó una disminución de 1.754 ha sustituidas en comparación con el periodo anterior, se predice que el “interés en la producción de plantaciones de especies exóticas seguirá en aumento, causando la disminución del bosque nativo que queda”.
“Para el año 2019 se estima que el uso de praderas cederá 9.529,7 ha hacia las plantaciones, esto puede explicarse por el creciente interés económico en la producción de madera. Esto se relaciona con estudios realizados en el sur de Chile donde se evaluó el cambio de uso del suelo en 500.000 ha, para el año 2020 registraron un aumento en la fragmentación del bosque”.